# Arrondissement Bremen

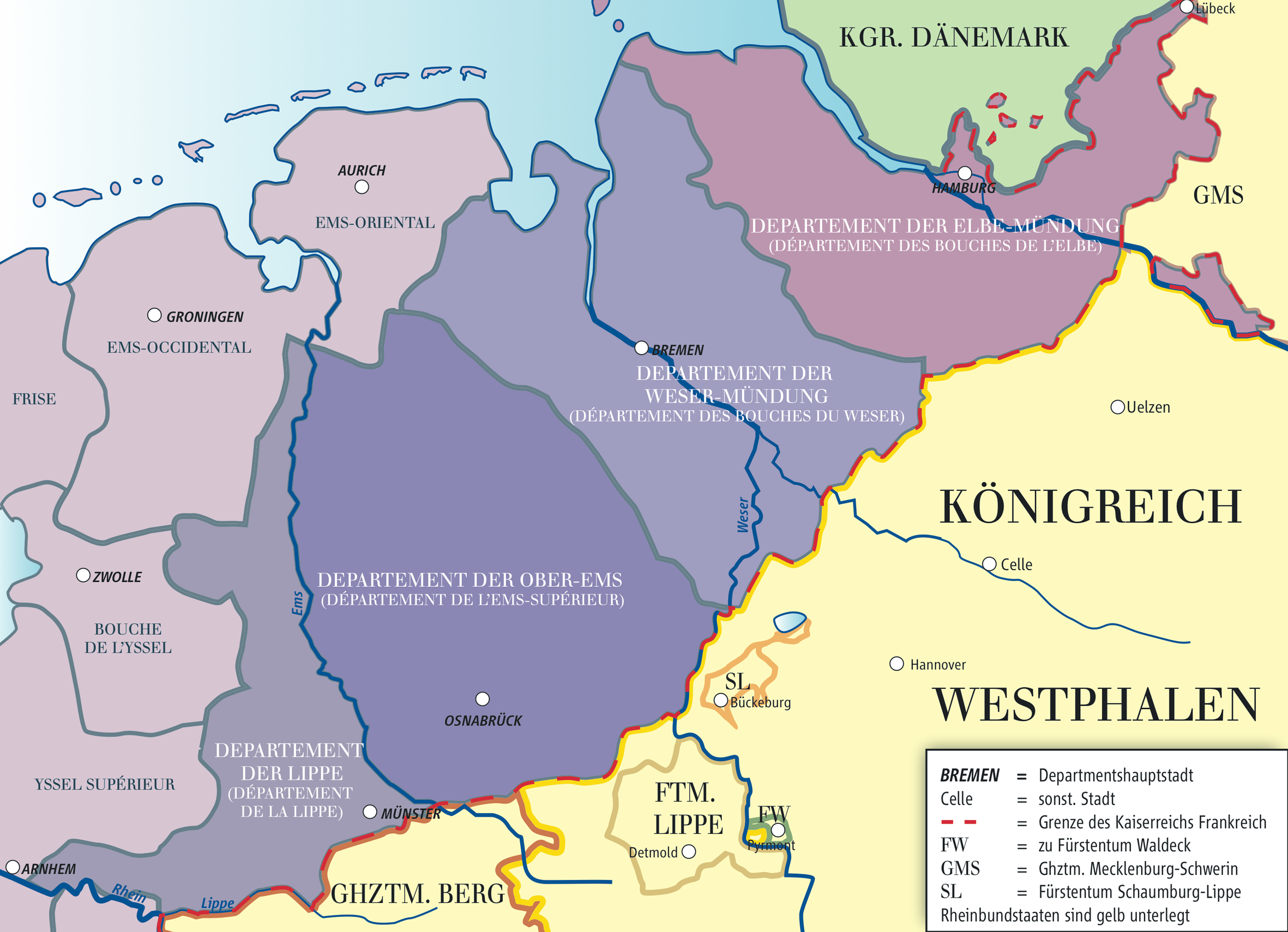
Die „Hanseatischen Departements“

Das Arrondissement Bremen (auch Distrikt von Bremen, frz. Arrondissement de Brême) war eine von vier Verwaltungseinheiten im Departement der Wesermündungen. Das Arrondissement bestand vom 1. Januar 1811 bis zum November 1813 und war Teil des Französischen Kaiserreichs. Die gesamte Region war bereits seit November 1806 (für die früher hannoverschen Teile des Arrondissements war dies auch für die Zeit von Juli 1803 bis Herbst 1805 der Fall) von Frankreich besetzt, deshalb umfasst die Bremer Franzosenzeit auch den Zeitraum von 1806 bis 1813. Die Kantone Lilienthal und Ottersberg waren vom 1. März 1810 bis zum 31. Dezember 1810 Teil des Distrikts Bremervörde im Norddepartement des Königreichs Westfalens, die Kantone Achim, Syke, Thedinghausen und Verden gehörten während dieser Zeit zum Distrikt Verden desselben Departments.
Nach dem Sieg der Alliierten über Napoléon I. 1813/1814 wurde das Arrondissement Teil des Königreiches Hannover bzw. der Hansestadt Bremen (dies gilt für die drei Stadtkantone und den Kanton Bremen-Land).
Heute umfasst das Gebiet Teile des Landes Niedersachsen und der Freien Hansestadt Bremen.

## Verwaltungsgliederung
Das Arrondissement Bremen gliederte sich in 11 Kantone, in denen an offizieller Statistik im Jahr 1811 insgesamt 104.299 Einwohner und 1812 insgesamt 105.571 Einwohner lebten. Der Leiter der Verwaltung war der Unterprefekt Armand von Armand von Salperwick (frz. Armand de Salperwick).
Bremen (1811: 37.725 Einwohner, 1812: 36.630) mit drei Stadtkantonen:
- Kanton Bremen-West (1812: 16.035 Einwohner)
- Kanton Bremen-Ost (1812: 12.250 Einwohner)
- Kanton Bremen-Neustadt (1812: 8.345 Einwohner)

- Kanton Bremen-Land (1811: 10.055 Einwohner, 1812: 9.544 Einwohner), 6 Mairien (Bürgermeistereien)
- Kanton Achim (1811: 7.242 Einwohner, 1812: 7.632 Einwohner), 3 Mairien
- Kanton Lilienthal (1811: 7.124 Einwohner, 1812: 7.041 Einwohner), 3 Mairien
- Kanton Ottersberg (1811: 8.940 Einwohner, 1812: 8.264 Einwohner), 4 Mairien
- Kanton Rotenburg (Wümme) (1811: 6.470 Einwohner, 1812: 6.530 Einwohner), 3 Mairien
- Kanton Syke (1811: 9.086 Einwohner, 1812: 11.554 Einwohner), 4 Mairien
- Kanton Thedinghausen (1811: 9.724 Einwohner, 1812: 9.561 Einwohner), 4 Mairien
- Kanton Verden (1811: 8.155 Einwohner, 1812: 8.815 Einwohner), 3 Mairien